# 模糊 (乐队)

模糊的標誌

模糊（英語：Blur）是英國另類搖滾樂團，1989年成立於倫敦，原名Seymour，由主唱戴蒙·亞邦、吉他手葛拉罕·卡克森、貝斯手艾力克斯·詹姆斯和鼓手戴夫·朗崔組成。

## 簡史

### 成立之初：1988-1991
Blur的主唱Albarn跟吉他手Coxon是從小就認識的好朋友。1988年，兩人到倫敦的金匠學院 (Goldsmiths college)就讀，他們也就是在這時候認識了Alex James。同年的10月，Dave Rowntree以鼓手的身份加入了Circus這個樂團，Albarn正是這個樂團其中的一員。在原本的吉他手離開之後，Coxon便以吉他手的身份與Circus一同合作演出。很快地，在同年的12月，Circus歷經兩位團員出走、新的貝斯手James加入之後，一夥人決定將新樂團命名為Seymour，靈感來自於美國小說家傑羅姆·大衛·塞林格（Jerome David Salinger，著有《麥田捕手》一書）於1963年出版的的小說《西摩簡介》 (Seymour: An Introduction)。Seymour樂團於1989年的夏天首度登台演出。
1989年11月，Food唱片的老闆兼星探(A&R man) 安迪．羅斯 (Andy Ross)看了Seymour的演出之後，決定將這個樂團簽入他們唱片公司旗下，但這過程中有個最大的麻煩，就是公司不喜歡Seymour這個名字。於是，唱片公司幫他們列出了一堆「可以用的」團名清單，希望他們從裡面挑選新的團名。最後他們從清單中選了「Blur」這個名字當做團名，Food唱片公司也在1990年的3月正式簽下這支名為Blur的樂隊。
但根據後來Albarn在Starshaped這支紀錄片中的訪談表示，把樂團名字由Seymour改成Blur，無疑是成軍初期最令他們難以接受的事情。
1990年的3~7月，Blur在英國一邊巡迴一邊創作他們的新歌，同年10月，他們發行了首張單曲《She's So High》，這首單曲只拿到英國排行榜的第48名。在此同時，Blur也遇到了創作瓶頸，第二張單曲遲遲無法順利發表。所幸在與製作人史帝芬．史崔特(Stephen Street)的合作之下，第二張單曲《There's No Other Way》誕生了，這張單曲在當時大受歡迎，登上英國排行榜的第八名，也讓Blur一夕成名。
不過，Blur並沒有從此就在英國大紅大紫，第三張單曲《Bang》表現的差人意表，只拿下排行榜的第24名。
隨後，在1991年的8月27日Food唱片發行了Blur的第一張專輯《Leisure》，正是在Reading音樂祭的演出之後的下一週；他們在Reading音樂祭的演出廣受好評，雖然那次的Reading主角無疑的是Nirvana。The Melody Maker雜誌評論《Leisure》「吉他的火力有如一座充斥燃燒的高壓線鐵塔的森林」，以及blur顯而易見的野心和成為明日之星的潛力，但是其他的批評則認為他們缺少焦點與爆發性，報紙部分則對Leisure很少置評，只有Independent攻擊Sing是「十足的愚蠢」。不過NME的Andrew Collins則觸怒了Blur，他說Blur正是當代英國搖滾樂中最令人不舒服的一種症狀：「Blur毫無奧秘之處，他們只不過在演唱會時站在你身邊；他們花在衣服上的錢甚至比你們還少...Blur是不錯，但是他們沒有未來，他們只配說是搖滾樂的現狀罷了。」雖說樂評給了如此辛辣的評價，但《Leisure》依舊攻下了英國專輯榜的第七名。

### 英搖浪潮：1992-1996
发现他们被经纪人欺骗负债六万英镑后，Blur1992年在美国巡演以试图减轻他们的财政损失，乐队发行了单曲 "Popscene" 来配合巡演开始。"一阵急促的朋克式吉他， 六十年代的流行pop hooks， 嘶吼的英式号角， 被抑制的狂怒，以及后现代的幽默"， "Popscene" 是乐队在音乐上的转变.然而,当最终发行时却仅排名32。 "
我们感觉'Popscene'是一种大迈进，一首非常英国化的歌", Damon在1993年告诉 NME ，"但是那却惹恼了很多人...我们把自己置于孤立去追求这种英式理想，但是当时没人感兴趣。"鉴于这只单曲的平淡反应，发行另一只单曲"Never Clever"的计划作废，Blur第二张专辑的制作被延后。
在为期两个月的美国巡演里Damon和其他的乐队成员变得越发的不开心和想家。"我只是开始变得非常想念真的很简单很自在的事情"， Damon说， "我想念关于英国的一切，所以我开始写些可以创造英式气氛的歌曲。"当乐队从美国巡演回来时， Blur 发现他们竞争者Suede在他们离开的这段时间里获得成功。
1992年一次糟糕的现场后Blur面临被Food公司炒掉的危险。 在那时Blur正在经受思想观念和形象上的转变以显示他们秉承的英式文化，并反对与当时正在流行的以美国乐队Nirvana为代表的垃圾摇滚。尽管对Damon的乐队的新宣言存疑但是Balfe还是同意乐队选择XTC乐队的 Andy Partridge 制作第二张专辑。同Partridge 并不令人满意，同Stephen Street会面后他又回来帮助乐队继续专辑制作。
乐队在1992年12月完成了第二张专辑Modern Life Is Rubbish ，但是Food公司说这张专辑需要更多有潜力的热门单曲，要求乐队重返录音室。乐队对此感到震惊，然后Damon在圣诞节前夜熬夜写了专辑的主打曲"For Tomorrow"。但"For Tomorrow"在当时反响并不好，在榜单上排名28，For Tomorrow的Mv被批评为有法西斯倾向的，当时很多电台拒绝播出。 Modern Life Is Rubbish 在1993年的五月发行，最高在英国的专辑榜上排名第15。
尽管这张专辑在市场表现较失色，但是Damon相当开心乐队找了新的方向，并着手为下一张专辑写了大量的歌曲。Parklife 在1994 年的发行恢复了Blur在商业上的运气，乐队的第一张单曲迪斯科风格的"Girls & Boys"，获得了赞誉也在排行榜上获得成功。.Parklife 成为专辑销售榜的第一名并且在榜单上停留了长达90周。 音乐媒体给了此专热情积极的评价， Parklife 被认为是英伦摇滚最具代表性的作品之一。. Blur在1995年赢下了五项全英奖，包括最佳乐队和Parklife赢得的最佳专辑。 Coxon 后来指出Parklife是从被看做是非主流的区域出发，给那些保守附庸潮流的乐队制造了这种让人惊讶的流行新轰动。Damon说声名让自己很不舒服，他经常会遭受恐慌发作。
冠军专辑Parklife。这张专即由曾为The Smiths、Morrissey和The Cranberry等知名巨星制作专辑的传奇性人物Stephen Street亲自操刀制作。专辑中包括Girls & Boys、To The End、Parklife以及End Of A Century四首单曲，而其中的前三首均为冠军曲。英国知名杂志如Q、NME、Spin、Rolling Stone等均给予极高的评价。这张专辑也彻底改变整个英国青少年的文化，影响极为深远，在这同时英国所谓的Brit-Pop新浪潮也随之展开。在1995年初，Blur开始着手他们第四张专辑 The Great Escape .在乐队上两张专辑Damon的歌词都是以一些第三人称的人物讲述。James反映：“这张更加复杂，更多的管弦乐，更戏剧性，歌词甚至更加混乱…都是关于交际障碍和不合群的人群弄砸了事情。”乐队的第一张单曲"Country House" 加入了同曼城的乐队Oasis的公开竞赛，被称作“英伦摇滚大战”。"部份由于两个乐队的对抗日渐升级， Blur和Oasis最终决定在同一天发行新单曲，NME称之为“英国的重量级冠军争夺战”关于两队谁能登上英国单曲榜第一成为了一个媒体性的现象，Damon甚至出现在 ITV十点新闻里一周之后，"Country House" 在首周之后，最终销量以274,000胜过了"Roll With It" 的 216,000, 成为Blur的第一张冠军单曲.Blur赢下了英伦摇滚之战。
The Great Escape 在1995年的九月在一片看好中发行，并且在英国的专辑销售榜排名第一。

### 再次出發：2008-現在

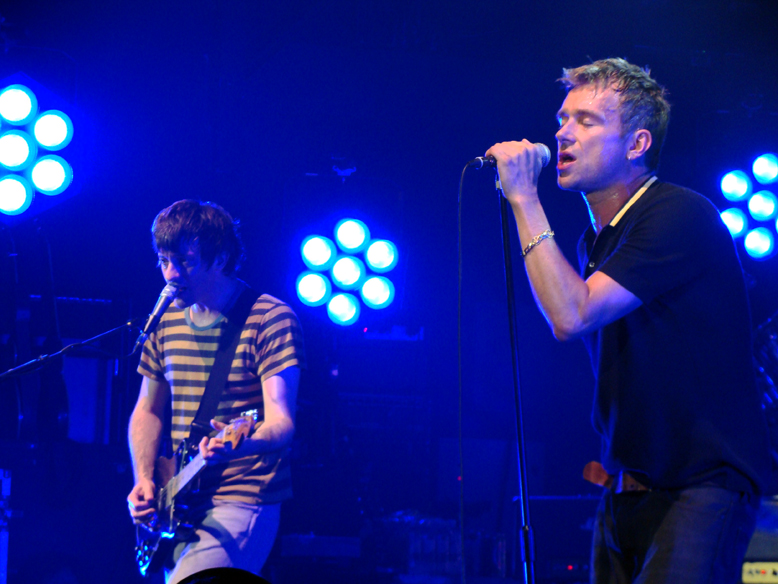
卡克森（左）和戴蒙·亞邦，2009年6月在紐卡斯爾學院舞台上。

在2002年吉他手Graham Coxon離團後，復合傳言不斷，2008年12月初Graham Coxon正式歸團，主唱Damon Albarn表示：『一切的感覺都對了！』。成為四人再次合體的重要關鍵，布勒將以2009年7月2日及7月3日海德公園連續兩日的演唱會作為復出表演的高潮。
在2015年二月，布勒宣布十二年後他們的第一張專輯《魔鞭》，於4月27日發行。在2013年取消日本巡演後，在香港五天裡構思策畫，專輯的靈感則來自於這個城市。 戴蒙說：“沒有什麼田園”、“這裡非常都市化”。魔鞭也象徵著葛拉罕的回歸，所有成員在《智囊团》這張專輯後的全員回歸，以及史蒂芬·斯崔特，英倫搖滾時代布勒的製作人。

## 軼事
- 復出消息發布的24小時後，太過興奮的樂迷於倫敦千禧橋上貼上長達三十英呎的"Out of Time"的歌詞。

## 歷年專輯
- 休閒生活（1991年）
- 無聊現代生活（1993年）
- 居無定所（1994年）
- 大逃亡（1995年）
- 布勒 (同名專輯)（1997年）
- 13 (專輯)（1999年）
- 智囊团（2003年）
- 魔鞭（2015年）
- 戴倫之歌（2023年）

## 外部連結
- 官方网站
- Blur在互联网电影资料库（IMDb）上的資料（英文）